# Холокост в Шкловском районе
Холокост в Шкло́вском районе — систематическое преследование и уничтожение евреев на территории Шкловского района Могилёвской области оккупационными властями нацистской Германии и коллаборационистами в 1941—1944 годах во время Второй мировой войны, в рамках политики «Окончательного решения еврейского вопроса» — составная часть Холокоста в Белоруссии и Катастрофы европейского еврейства.

## Геноцид евреев в районе
Шкловский район был полностью оккупирован немецкими войсками в июле 1941 года, и оккупация продлилась почти три года — до 28 июня 1944 года. Нацисты включили Шкловский район в состав территории, административно отнесённой к зоне армейского тыла группы армий «Центр». Комендатуры — полевые (фельдкомендатуры) и местные (ортскомендатуры) — обладали всей полнотой власти в районе.
Для осуществления политики геноцида и проведения карательных операций сразу вслед за войсками в район прибыли карательные подразделения войск СС, айнзатцгруппы, зондеркоманды, тайная полевая полиция (ГФП), полиция безопасности и СД, жандармерия и гестапо.
Во всех крупных деревнях района были созданы районные (волостные) управы и полицейские гарнизоны из коллаборационистов.
Одновременно с оккупацией нацисты и их приспешники начали поголовное уничтожение евреев. «Акции» (таким эвфемизмом гитлеровцы называли организованные ими массовые убийства) повторялись множество раз во многих местах. В тех населенных пунктах, где евреев убили не сразу, их содержали в условиях гетто вплоть до полного уничтожения, используя на тяжелых и грязных принудительных работах, от чего многие узники умерли от непосильных нагрузок в условиях постоянного голода и отсутствия медицинской помощи.
За время оккупации практически все евреи Шкловского района были убиты, а немногие спасшиеся в большинстве воевали впоследствии в партизанских отрядах. Например, во время расстрела евреев деревни Староселье в урочище Брынковый бор Арон Блюмин сбил с ног немца с автоматом, убил его из его же оружия, убежал и присоединился к партизанам.
Евреев в районе убивали в Шклове, деревнях Клин (200 человек), Ордать, Староселье (до 400 человек), Хатьково, Черноручье (600 человек), Щетинка, Заречно-Шкловском сельсовете и в других местах.

## Гетто
Оккупационные власти под страхом смерти запретили евреям снимать желтые латы или шестиконечные звезды (опознавательные знаки на верхней одежде), выходить из гетто без специального разрешения, менять место проживания и квартиру внутри гетто, ходить по тротуарам, пользоваться общественным транспортом, находиться на территории парков и общественных мест, посещать школы.
Реализуя нацистскую программу уничтожения евреев, немцы создали на территории района 3 гетто.
- В гетто города Шклов (июль — декабрь 1941) были замучены и убиты около 3200 евреев.
- В гетто деревни Рыжковичи (июль — октябрь 1941) были замучены и убиты более 2700 евреев.

### Гетто в колхозе Искра
В колхозе «Искра» (до войны это был еврейский колхоз), расположенном около Шклова, большинство населения составляли евреи.
Местных евреев и часть евреев из Шклова — всего около 100 человек — полицаи загнали в старый сарай на территории колхоза. Это гетто просуществовало недолго. Какое-то время евреи прожили в этом помещении, спали прямо на полу, а затем их всех вывезли и убили в Шклове.

## Случаи спасения и «Праведники народов мира»
В Шкловском районе 15 человек были удостоены почетного звания «Праведник народов мира» от израильского мемориального института «Яд Вашем» «в знак глубочайшей признательности за помощь, оказанную еврейскому народу в годы Второй мировой войны»:
- Воробьева Ева — спасала Клебанову Сару и Слуцкую (Клебанову) Галину в деревне Пригоники (соседняя с Моховое)[27];
- Глушакова Домна — спасала Клебанову Сару и Слуцкую (Клебанову) Галину в деревне Моховое[28];
- Горенок Прасковья — спасала Зилберову Рейзу и её дочь Аронову (Зилберову) Софью в деревне Дивново[29].
- Деревяго Анастасия — спасала Цейтлину Асю в деревне Старое Бращино[30];
- Мильто Петр и Колосовская Зинаида — спасали Горфинкель (Шнейдерман) Вилию в деревне Староселье[31][32];
- Русакович (Волосевич) Александра — спасала Парховникову Инессу в деревне Большое Заречье (ныне упразднённая деревня, вошла в состав Шклова)[33];
- Селедцовы Анна, Емельян и Наталья	(Кривелева) — спасали Лобанка Василия (Рубинштейн Исраэль) в деревне Климовичи[34];
- Чайковы Зот и Елизавета — спасали Каган (Марьясину) Клару в деревне Климовичи[35][36];
- Шутиковы Ефим и Надежда — спасали Цейтлину Асю в деревне Уланово[37];

## Память
Опубликованы неполные списки жертв геноцида евреев в Шкловском районе.
Памятники убитым евреям района установлены в 1955 году Рыжковичах на территории еврейского кладбища, и в 1957 году в полукилометре на запад от деревни Клин (на месте убийства 200 евреев в 1942 году).